# Морис Грин (атлетичар)
Морис Грин (енгл. Maurice Greene; Канзас Сити, 23. јул 1974) je амерички атлетичар, двоструки олимпијски победник.
Грин је врхунац каријере имао током Олимпијских игара у Сиднеју 2000. године када је освојио златне медаље у тркама на 100 м и штафети 4x100 м. Четири године касније те титуле није успео да одбрани али је и даље са две освојене медаље (сребрна у штафети и бронзана на 100 метара) остао у врху светског спринта.
Каријера овог спринтера једна је од најимпресивнијих у историји, јер је чак 52 пута истрчао 100 м брже од 10 секунди, што је и данас граница коју пробијају само најспремнији спринтери. Оборио је светске рекорде на 100 м и на 60 м у дворани. Док је његов рекорд на 60 м, 6,39 секунди, и данас (јануар 2007) важећи светски рекорд, Гринов рекорд на 100 м је други службено признати резултат свих времена, 9,79 секунди. Осим олимпијских медаља има и пет титула светског првака, од којих три у дисциплини 100 м, једну у дисциплини 200 m и једну у штафети 4x100 м. Био је и светски првак на 60 м у дворани.

## Олимпијске медаље
- Сиднеј 2000.  Аустралија
  - злато 100 м
  - злато 4х100 м, штафета
- Атина 2004.  Грчка
  - сребро 4х100 м, штафета
  - бронза 100 м

## Светска првенства
- Атина 1997  Грчка
  - злато 100 м
- Севиља 1999  Шпанија
  - злато 100 м
  - злато 200 м
  - злато 4х100 м штафета
- Едмонтон 2001  Канада
  - злато 100 м
- Маебаши 1999  Јапан
  - злато 60 м

## Светски рекорди
- - 9,79 — 100 м Атина  Грчка 16. јун 1999.
  - 6,39 — 60 м (дворана) Мадрид  Шпанија 3. фебруар 1998.
  - 6,39 — 60 м (дворана) Атланта  САД 3. март 2001..
  - 5,56 — 50 м (дворана) Лос Анђелес  САД 13. фебруар 1999..